# Piotr Celeban
Piotr Celeban (ur. 25 czerwca 1985 w Szczecinie) – były polski piłkarz występujący na pozycji obrońcy w polskim klubie Śląsk Wrocław. Młodzieżowy i seniorski reprezentant Polski.

## Życie prywatne
Urodził się 25 czerwca 1985 w Szczecinie. Uczęszczał do Szkoły Podstawowej nr 37, a od szóstej klasy do Szkoły Podstawowej nr 51. Maturę zdał w VIII Liceum Ogólnokształcącym im. Olimpijczyków Polskich. Początkowo, dzięki ojcu Sławomirowi (medaliście mistrzostw Polski), trenował judo. Do piłki nożnej trafił poprzez mikołajkowy turniej, na którym został wypatrzony przez trenera Włodzimierza Obsta.

## Kariera klubowa
Piotr Celeban karierę piłkarską rozpoczynał w Pogoni Szczecin, występując w jej rezerwach. Po raz pierwszy do pierwszego składu został włączony w rundzie wiosennej sezonu 2002/2003, lecz debiut w I lidze zaliczył dopiero 14 maja 2005, grając przez pełne 90 minut w zremisowanym 1:1 spotkaniu z Górnikiem Łęczna. Jesienią sezonu 2005/2006 rozegrał sześć meczów, strzelił także pierwszego gola na najwyższym szczeblu – uczynił to 7 sierpnia w wygranym 4:2 spotkaniu przeciwko Koronie Kielce. Pod koniec lutego 2006 roku został wypożyczony do drugoligowego Śląska Wrocław. Był jego podstawowym zawodnikiem i wystąpił w 16 meczach, w których zdobył dwie bramki.
W czerwcu 2006 Celeban powrócił do Pogoni Szczecin i to jej barwy reprezentował w sezonie 2006/2007. Wywalczył miejsce w pierwszym składzie i regularnie grał na boiskach I ligi. Strzelił trzy gole, w tym bramkę w spotkaniu przeciwko Wiśle Kraków, dającą remis szczecińskiemu klubowi. W czerwcu 2007 pozyskaniem zawodnika zainteresowany był Górnik Zabrze, który złożył oficjalną ofertę kupna. Ostatecznie Celeban został jednak graczem Korony Kielce, z którą podpisał czteroletni kontrakt. W rundzie jesiennej sezonu 2007/2008 rozegrał tylko cztery mecze w I lidze, dlatego też zarząd klubu postanowił wypożyczyć go do Śląska Wrocław. W lutym 2008 roku Celeban dołączył do wrocławskiej drużyny, przebywającej na cypryjskim zgrupowaniu. Wystąpił w trzech meczach sparingowych, lecz Korona cofnęła zgodę na wypożyczenie ze względu na problemy zdrowotne Marcina Kusia.
W rundzie wiosennej sezonu 2007/2008 Celeban był podstawowym zawodnikiem Korony i rozegrał dziewięć meczów. W lipcu 2008 roku podpisał kontrakt ze Śląskiem Wrocław. Szybko wywalczył miejsce w pierwszym składzie, w rozgrywkach ligowych wystąpił we wszystkich 30 pojedynkach przez pełne 90 minut. Wraz z wrocławskim klubem dotarł także do finału Pucharu Ekstraklasy, w którym jego drużyna wygrała 1:0 z Odrą Wodzisław Śl. (zagrał w całym spotkaniu). W kolejnych rozgrywkach był także podstawowym zawodnikiem – zaliczył 25 meczów i strzelił w nich dwa gole.
W sezonie 2011/2012 ze Śląskiem wywalczył mistrzostwo Polski.
W sezonie 2012/2013 wyjechał do Rumunii zostając graczem FC Vaslui. Ten sezon zawodnik może zaliczyć do udanych. W 29 meczach ligi rumuńskiej strzelił 7 goli, tym samym został najlepszym strzelcem ligi wśród obrońców. Jednocześnie został najlepszym zawodnikiem tego klubu w sezonie.
11 lipca 2014 ponownie został piłkarzem Śląska Wrocław, gdzie znów występował w koszulce z numerem 3.
W 2022 ogłosił koniec swojej kariery piłkarskiej i zaczął trenować trójbój siłowy.

### Statystyki klubowe
Aktualne na 22 maja 2018:
| Klub               | Sezon              | Liga               | Liga  | Liga   | Puchar kraju | Puchar kraju | Europa | Europa | Puchar Ekstraklasy | Puchar Ekstraklasy | Suma  | Suma   |
| Klub               | Sezon              | Liga               | Mecze | Bramki | Mecze        | Bramki       | Mecze  | Bramki | Mecze              | Bramki             | Mecze | Bramki |
| ------------------ | ------------------ | ------------------ | ----- | ------ | ------------ | ------------ | ------ | ------ | ------------------ | ------------------ | ----- | ------ |
| Pogoń Szczecin     | 2004/2005          | Ekstraklasa        | 1     | 0      | 0            | 0            | –      | –      | –                  | –                  | 1     | 0      |
| Pogoń Szczecin     | 2005/2006 j        | Ekstraklasa        | 6     | 1      | 3            | 0            | 1      | 0      | –                  | –                  | 10    | 1      |
| Pogoń Szczecin     | 2006/2007          | Ekstraklasa        | 26    | 3      | 2            | 1            | –      | –      | 4                  | 0                  | 32    | 4      |
| Pogoń Szczecin     | Ogólnie            | Ogólnie            | 33    | 4      | 5            | 1            | 1      | 0      | 4                  | 0                  | 43    | 5      |
| Śląsk Wrocław      | 2005/2006 w        | II liga            | 16    | 2      | 0            | 0            | –      | –      | –                  | –                  | 16    | 2      |
| Śląsk Wrocław      | Ogólnie            | Ogólnie            | 16    | 2      | 0            | 0            | 0      | 0      | 0                  | 0                  | 16    | 2      |
| Korona Kielce      | 2007/2008          | Ekstraklasa        | 13    | 0      | 0            | 0            | –      | –      | 5                  | 0                  | 18    | 0      |
| Korona Kielce      | Ogólnie            | Ogólnie            | 13    | 0      | 0            | 0            | 0      | 0      | 5                  | 0                  | 18    | 0      |
| Śląsk Wrocław      | 2008/2009          | Ekstraklasa        | 30    | 2      | 1            | 0            | –      | –      | 11                 | 2                  | 42    | 4      |
| Śląsk Wrocław      | 2009/2010          | Ekstraklasa        | 25    | 2      | 1            | 0            | –      | –      | –                  | –                  | 26    | 2      |
| Śląsk Wrocław      | 2010/2011          | Ekstraklasa        | 30    | 4      | 2            | 0            | –      | –      | –                  | –                  | 32    | 4      |
| Śląsk Wrocław      | 2011/2012          | Ekstraklasa        | 29    | 6      | 3            | 0            | 5      | 0      | –                  | –                  | 37    | 6      |
| Śląsk Wrocław      | Ogólnie            | Ogólnie            | 114   | 14     | 7            | 0            | 5      | 0      | 11                 | 2                  | 137   | 16     |
| FC Vaslui          | 2012/2013          | Liga I             | 29    | 7      | 0            | 0            | 2      | 0      | –                  | –                  | 31    | 7      |
| FC Vaslui          | 2013/2014          | Liga I             | 27    | 4      | 2            | 2            | –      | –      | –                  | –                  | 29    | 6      |
| FC Vaslui          | Ogólnie            | Ogólnie            | 56    | 11     | 2            | 2            | 2      | 0      | 0                  | 0                  | 60    | 13     |
| Śląsk Wrocław      | 2014/2015          | Ekstraklasa        | 37    | 2      | 3            | 0            | –      | –      | –                  | –                  | 40    | 2      |
| Śląsk Wrocław      | 2015/2016          | Ekstraklasa        | 36    | 2      | 4            | 1            | 4      | 0      | –                  | –                  | 44    | 3      |
| Śląsk Wrocław      | 2016/2017          | Ekstraklasa        | 37    | 3      | 2            | 0            | –      | –      | –                  | –                  | 39    | 3      |
| Śląsk Wrocław      | 2017/2018          | Ekstraklasa        | 37    | 5      | 1            | 0            | –      | –      | –                  | –                  | 38    | 5      |
| Śląsk Wrocław      | 2018/2019          | Ekstraklasa        | 30    | 3      | 1            | 0            | –      | –      | –                  | –                  | 31    | 3      |
| Śląsk Wrocław      | Ogólnie            | Ogólnie            | 177   | 15     | 11           | 1            | 4      | 0      | 0                  | 0                  | 192   | 16     |
| Ogólnie w karierze | Ogólnie w karierze | Ogólnie w karierze | 409   | 46     | 25           | 4            | 12     | 0      | 20                 | 2                  | 466   | 52     |

## Kariera reprezentacyjna
We wrześniu 2005 Celeban został powołany przez Andrzeja Zamilskiego do reprezentacji Polski U-20 na międzynarodowy turniej w Portugalii. W jego ramach wziął udział w wygranym po rzutach karnych meczu z gospodarzami, w którym zagrał w podstawowym składzie na prawej stronie obrony. Wystąpił także przez pierwsze 39 minut (został zmieniony przez Marcina Kowalczyka) w finałowym spotkaniu przeciwko Ukrainie, zakończonym zwycięstwem Polski.
W listopadzie 2005 Celeban wystąpił w dwóch towarzyskich meczach reprezentacji U-21 z Białorusią – pierwszym, zakończonym zwycięstwem 1:0, w którym zagrał przez pełne 90 minut, a także drugim, w którym pod koniec spotkania zmienił Łukasza Piszczka. 29 marca 2006 roku, będąc graczem Śląska Wrocław, wystąpił w drugiej połowie przegranego pojedynku z Węgrami. Wziął także udział w dwóch meczach eliminacji do mistrzostw Europy 2007 – w wygranym 3:1 spotkaniu z Łotwą zagrał po zmianie stron, natomiast w meczu przeciwko Portugalii wystąpił od 63. minuty, zastępując Sebastiana Szałachowskiego.
W listopadzie 2008 Celeban został powołany do reprezentacji Polski przez selekcjonera Leo Beenhakkera na zgrupowanie w Turcji. W jego ramach wziął udział w towarzyskim meczu z Serbią, w którym zagrał w wyjściowym składzie, a w 56. minucie został zmieniony przez Jakuba Rzeźniczaka. W styczniu 2009 roku został desygnowany na mecz z Litwą. W pojedynku, który zakończył się remisem 1:1, wystąpił przez pełne 90 minut. W 2010 roku zagrał w spotkaniu z Bośnią i Hercegowiną, natomiast w 2011 wystąpił w meczu przeciwko Mołdawii.
Będąc już graczem FC Vaslui zawodnik zaczął regularnie otrzymywać powołania do reprezentacji Polski. Na początku 2013 znalazł się w kadrze na mecze z Rumunią (był jedynym zawodnikiem spoza ligi polskiej występującym w tym meczu) i później z Irlandią, gdzie tam nie zagrał ani minuty. Potem został powołany po raz pierwszy do reprezentacji na mecze o stawkę, czyli z Ukrainą i San Marino w eliminacjach mistrzostw świata 2014, gdzie podobnie jak w meczu przeciwko Irlandii nie wszedł na boisko. Kolejny mecz w kadrze rozegrał 14 sierpnia 2013 przeciwko Danii, gdzie w tym spotkaniu wszedł na boisko w 75. minucie zastępując Artura Jędrzejczyka.
30 października 2013 został powołany przez trenera reprezentacji Polski Adama Nawałkę na dwa mecze towarzyskie ze Słowacją i Irlandią.
| Mecze i gole w reprezentacji | Mecze i gole w reprezentacji | Mecze i gole w reprezentacji | Mecze i gole w reprezentacji | Mecze i gole w reprezentacji | Mecze i gole w reprezentacji | Mecze i gole w reprezentacji         |
| #                            | Data                         | Miasto                       | Przeciwnik                   | Gol                          | Wynik                        | Rozgrywki                            |
| ---------------------------- | ---------------------------- | ---------------------------- | ---------------------------- | ---------------------------- | ---------------------------- | ------------------------------------ |
| 1.                           | 14.12.2008                   | Antalya                      | Serbia                       |                              | 1:0                          | towarzyski                           |
| 2.                           | 07.02.2009                   | Faro                         | Litwa                        |                              | 1:1                          | towarzyski                           |
| 3.                           | 10.12.2010                   | Antalya                      | Bośnia i Hercegowina         |                              | 2:2                          | towarzyski                           |
| 4.                           | 06.02.2011                   | Vila Real de Santo António   | Mołdawia                     |                              | 1:0                          | towarzyski                           |
| 5.                           | 16.12.2011                   | Antalya                      | Bośnia i Hercegowina         |                              | 1:0                          | towarzyski                           |
| 6.                           | 02.02.2013                   | Malaga                       | Rumunia                      |                              | 4:1                          | towarzyski, (nieuznawany przez FIFA) |
| 7.                           | 14.08.2013                   | Gdańsk                       | Dania                        |                              | 3:2                          | towarzyski                           |
| 8.                           | 10.09.2013                   | Serravalle, San Marino       | San Marino                   |                              | 5:1                          | El. MŚ 2014                          |
| 9.                           | 15.10.2013                   | Londyn                       | Anglia                       |                              | 0:2                          | El. MŚ 2014                          |
| 10.                          | 19.11.2013                   | Poznań                       | Irlandia                     |                              | 0:0                          | towarzyski                           |